# 6月25日
6月25日（ろくがつにじゅうごにち）は、グレゴリオ暦で年始から176日目（閏年では177日目）にあたり、年末まであと189日ある。

## できごと

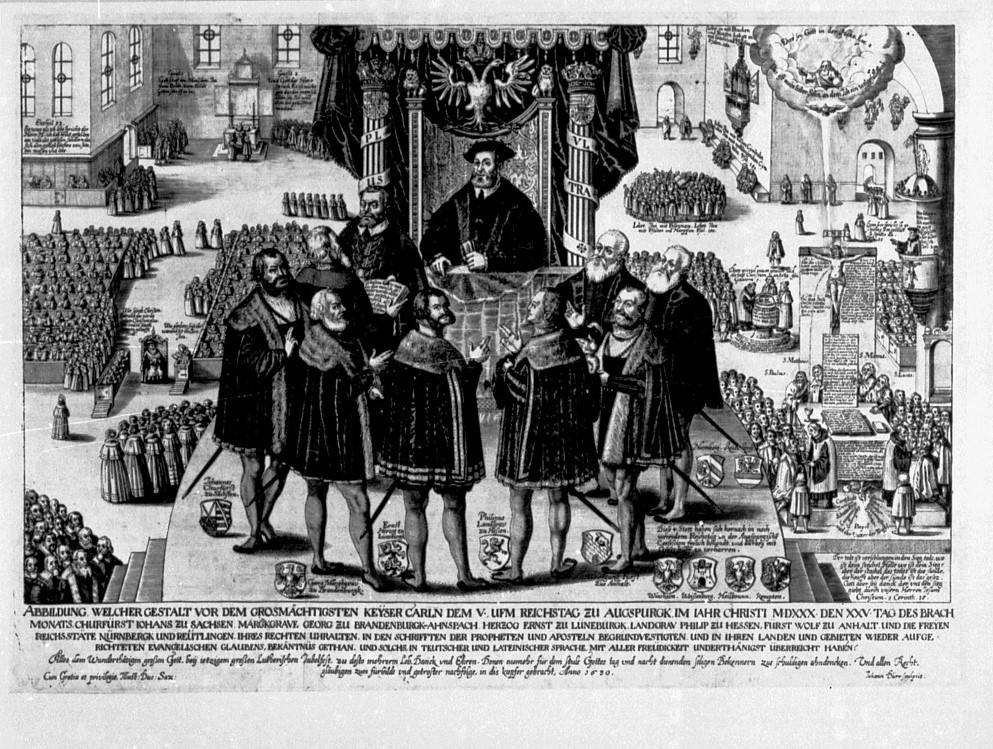
アウクスブルク信仰告白が神聖ローマ皇帝カール5世に捧げられる(1530)

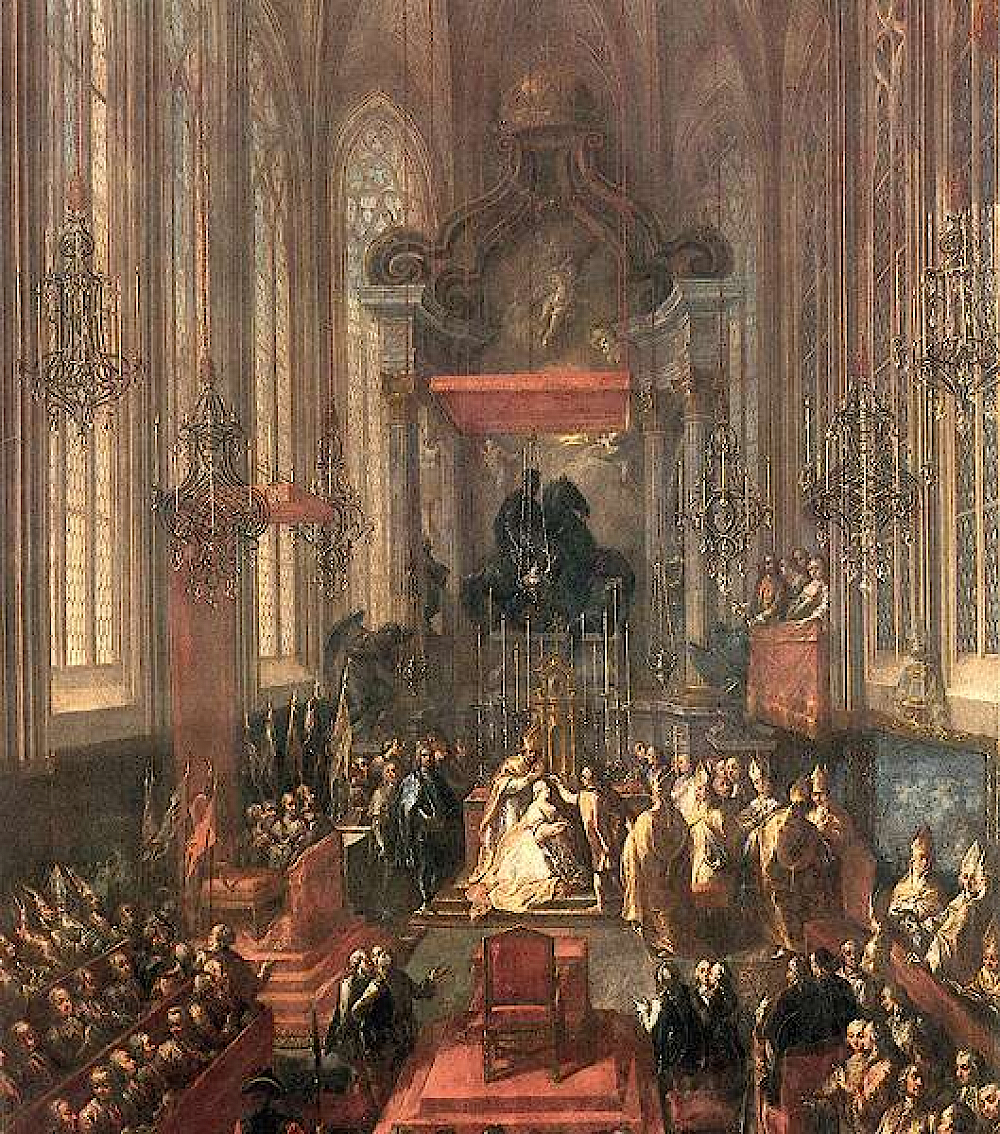
マリア・テレジア、ハンガリー王として戴冠(1741)

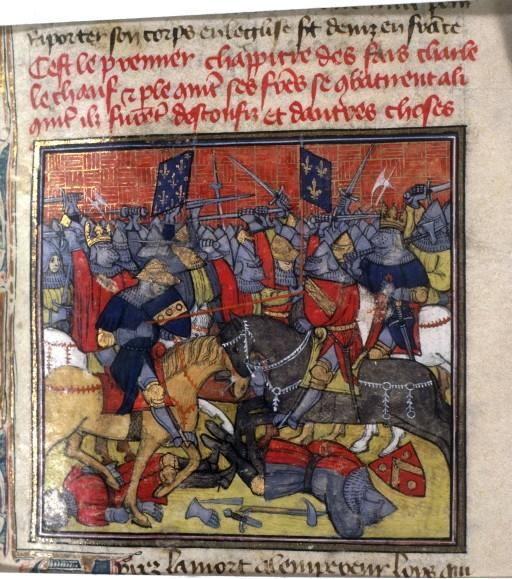
フォントノワの戦い(841)。フランク王国を分裂へと導いた

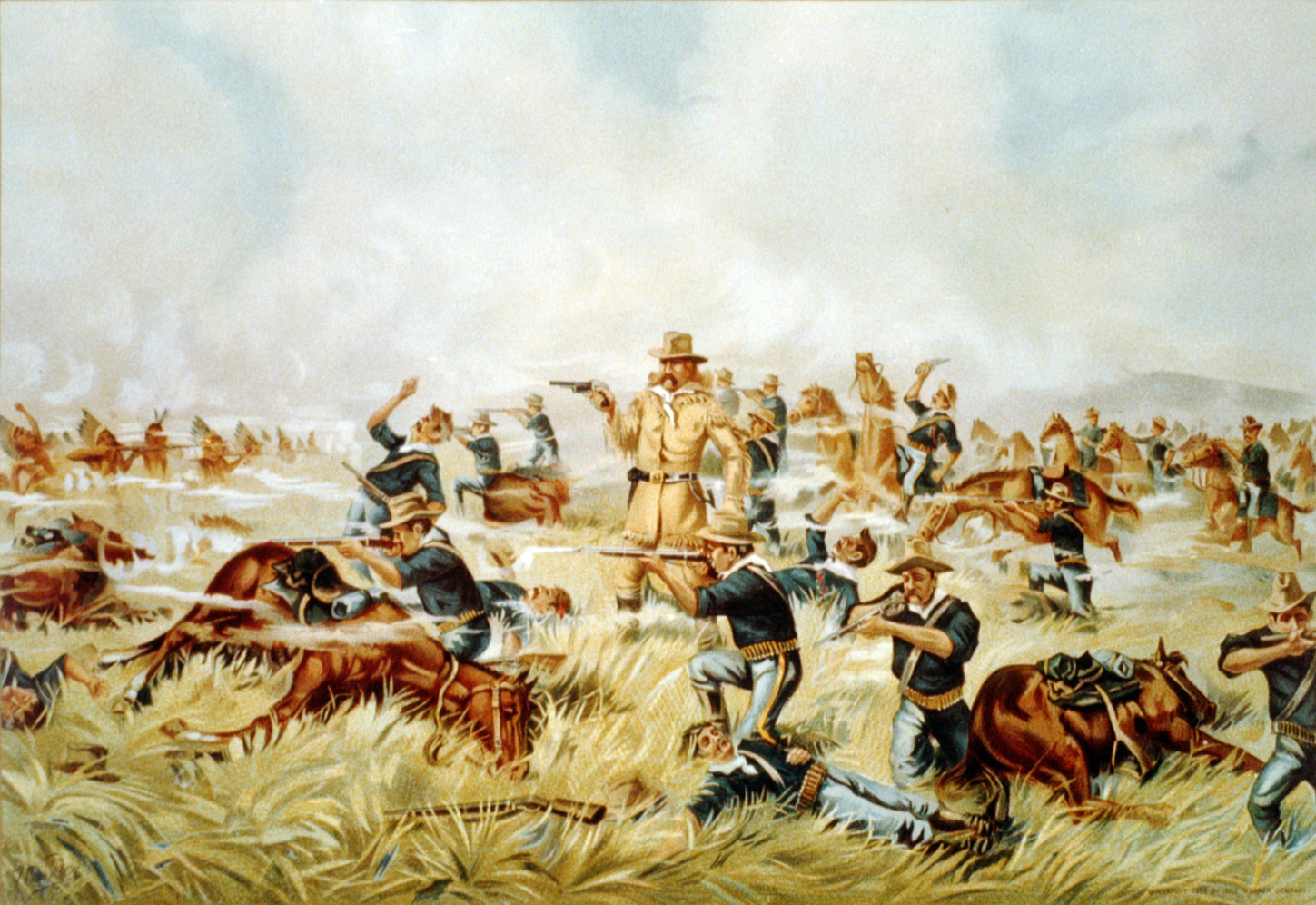
リトルビッグホーンの戦い(1876)、カスター隊全滅

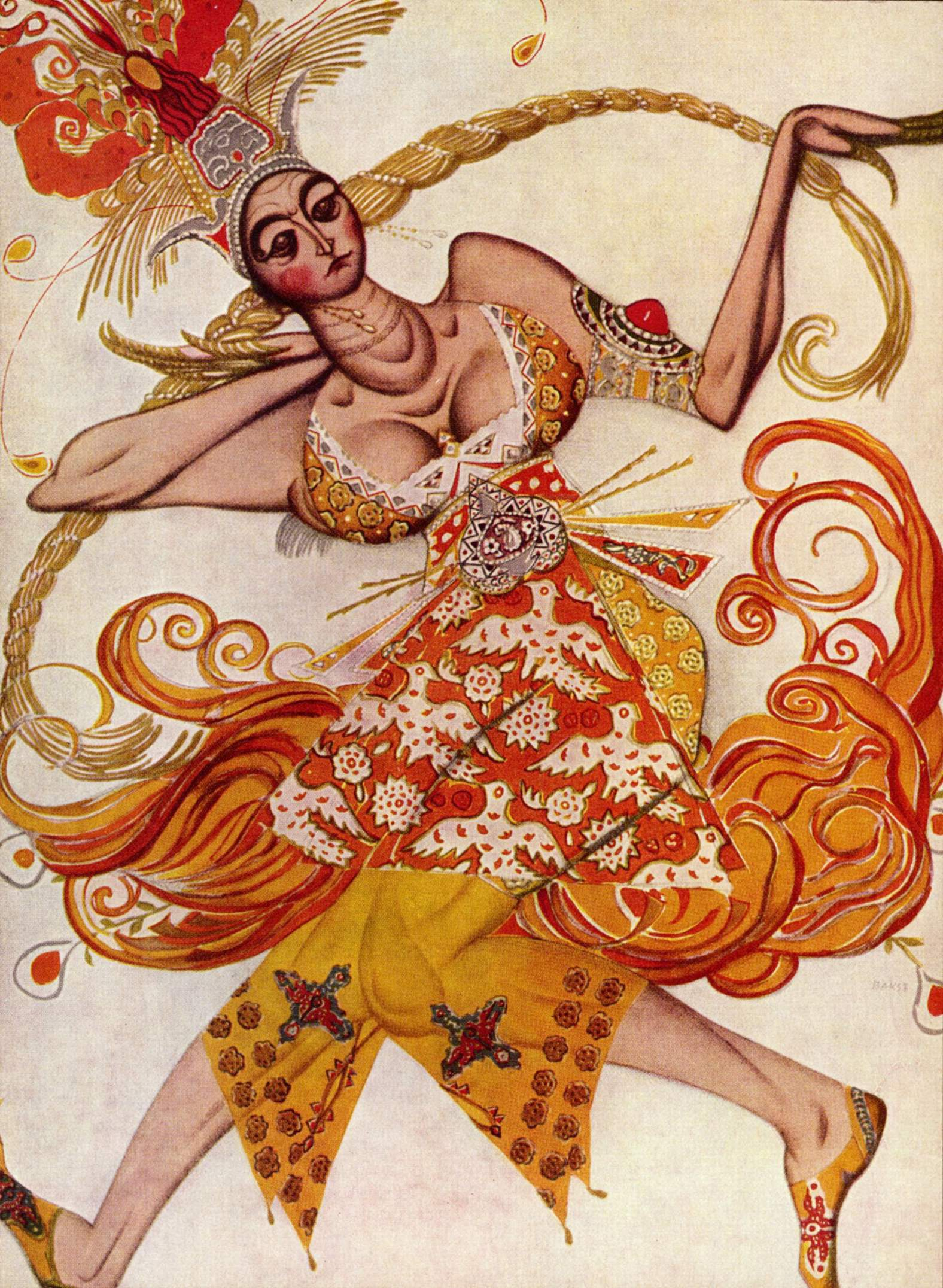
ストラヴィンスキーのバレエ『火の鳥』初演(1910)

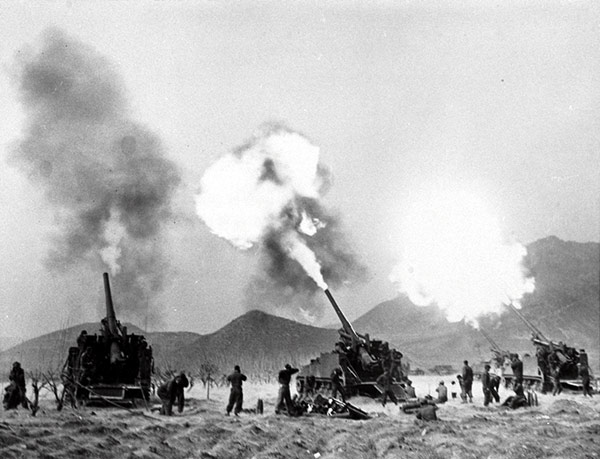
朝鮮戦争勃発(1950)。画像は1951年のもの

- 841年 - フォントノワの戦いが行われる[1]。
- 1530年 - アウクスブルク信仰告白が神聖ローマ皇帝カール5世に捧げられる。ルター派の信条書の範に。
- 1641年（寛永18年5月17日） - 江戸幕府が平戸のオランダ人を長崎の出島に移住させる。
- 1741年 - マリア・テレジアがハンガリー王として戴冠。
- 1788年 - バージニアがアメリカ合衆国憲法を批准し、アメリカ合衆国10番目の州となる。
- 1863年（文久3年5月10日） - 下関戦争: 長州藩が下関海峡に碇泊中の米商船に砲撃。
- 1866年（慶応2年5月13日） - 江戸幕府が英仏米蘭と改税約書を締結。
- 1876年 - リトルビッグホーンの戦い。カスター将軍率いる騎兵隊が全滅。
- 1882年 - 日本初の馬車鉄道・東京馬車鉄道が新橋 - 日本橋で開業。
- 1884年 - 上野駅で日本鉄道・上野 - 高崎（現在の東北本線の一部と高崎線）の開業式を挙行。
- 1894年 - 愛知馬車鉄道（後の名古屋電気鉄道）設立。
- 1894年 - 高等学校令公布。高等中学校を高等学校に改組。
- 1895年 - ソールズベリー侯爵ロバート・ガスコイン＝セシルがイギリスの第49代首相に就任。
- 1910年 - パリ・オペラ座でストラヴィンスキーのバレエ『火の鳥』が初演。
- 1920年 - 松竹蒲田撮影所が開所。
- 1921年 - 三菱内燃機神戸工場の職工が団体交渉権などを求めストライキに突入。
- 1924年 - 第49特別議会召集。
- 1929年 - 長崎県の松島炭鉱の坑道が水没（鉱区は海底下に広がっていた）。42人死亡[2]。
- 1934年 - 築地本願寺が竣工。
- 1938年 - ダグラス・ハイドが初代アイルランド大統領に就任。
- 1941年 - 第二次世界大戦: 大本営・政府連絡会議で仏印進駐などの「南方政策促進に関する件」を決定。
- 1943年 - 第二次世界大戦: 「学徒戦時動員体制要綱」を閣議決定。
- 1944年 - 第二次世界大戦・継続戦争: タリ＝イハンタラの戦いが始まる。
- 1945年 - 第二次世界大戦・太平洋戦争: 大本営が沖縄での作戦の終結を発表。
- 1946年 - 国際復興開発銀行（世界銀行）設立。
- 1947年 - 『アンネの日記』が出版される。
- 1950年 - 北朝鮮軍が38度線を越えて南に進攻し、朝鮮戦争が勃発。
- 1953年 - 昭和28年西日本水害。九州地方北部を中心に6月29日まで集中豪雨になり、死者758名を出す。
- 1953年 - 岡山県新加茂町倉見の加茂小学校倉見分校で開かれた映画会で、上映中のフィルムが発火。木造藁葺の校舎が全焼して死者14人、重軽傷者23人[3]。
- 1959年 - プロ野球初の天覧試合。巨人・長嶋茂雄が阪神・村山実からサヨナラ本塁打。
- 1960年 - 道路交通法公布。
- 1961年 - 熱帯低気圧が近づき梅雨前線が活発化、集中豪雨になり7月10日までに死者302人・行方不明者55人を出す。
- 1963年 -  大阪空港交通略称OKKが設立(現阪急観光バス)
- 1966年 - 祝日法改正。敬老の日・体育の日・建国記念の日を新設。
- 1967年 - UTC18時55分から21時ごろにかけて、世界初の衛星中継テレビ番組『われらの世界』が放送される（日本では6月26日朝3:55から6時ごろ）。
- 1972年 - 沖縄県で日本復帰後初の知事・県会議員選挙。沖縄県知事に屋良朝苗が当選。
- 1974年 - ミヤコタナゴとイタセンパラが淡水魚として初の種指定天然記念物となる。
- 1975年 - モザンビークがポルトガルから独立。
- 1976年 - 捕鯨問題: 国際捕鯨委員会がシロナガスクジラ捕獲禁止を含む捕鯨枠の大幅減少を決定。
- 1976年 - 河野洋平・西岡武夫らが新自由クラブを結成。
- 1978年 - サザンオールスターズが『勝手にシンドバッド』でデビュー。
- 1991年 - ユーゴスラビア紛争: クロアチアとスロベニアがユーゴスラビア社会主義連邦共和国からの独立を宣言。
- 1993年 - キム・キャンベルがカナダ進歩保守党党首に選出され、カナダ史上初の女性首相となる。
- 1993年 - ウィーン宣言及び行動計画が世界人権会議により採択される。
- 1997年 - ロシアのプログレス補給船M-34と宇宙ステーションミールが衝突する事故。
- 2000年 - 第42回衆議院議員総選挙。初めて有権者が1億人を越える。
- 2006年 - ガザ地区でイスラエル国防軍の兵士ギルアド・シャリートがパレスチナのテロ組織に誘拐される。
- 2017年 - パキスタン、パンジャーブ州バハーワルプルでタンクローリーが横転し、漏れ出た石油を求めて多くの人が殺到した中で引火し爆発[4]。200人以上が死亡[5]。（2017年バハワルプル爆発）
- 2021年 - 日本、鹿児島県の種子島沖で旧大日本帝国海軍の九七式艦上攻撃機の一部が引き上げられる。
- 2022年 - 群馬県・伊勢崎市で最高気温40.1度を記録。6月での40度超えは観測史上全国初[6]。

## 誕生日

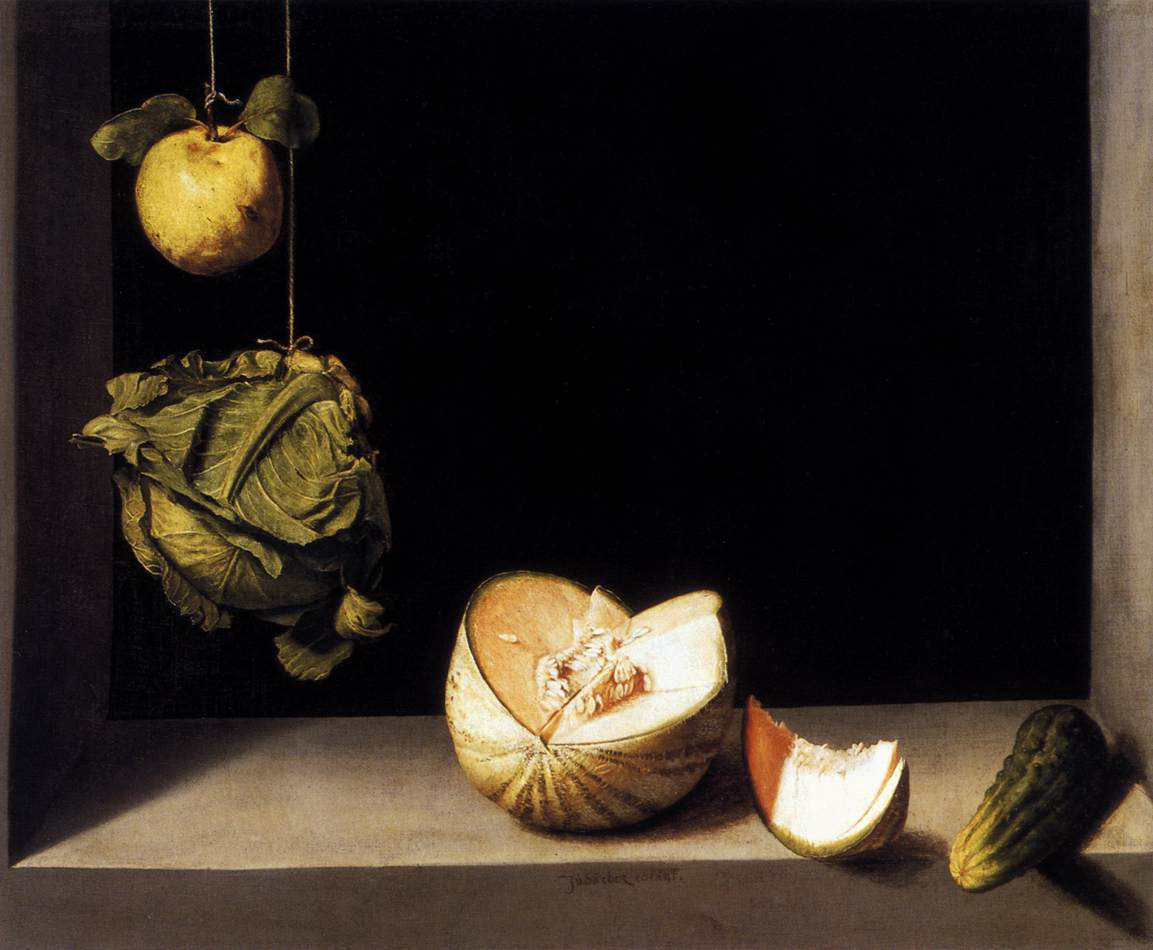
バロック期の写実主義画家フアン・サンチェス・コターン(1560-1627)誕生。画像は『マルメロの実、キャベツ、メロン、胡瓜』(1602)

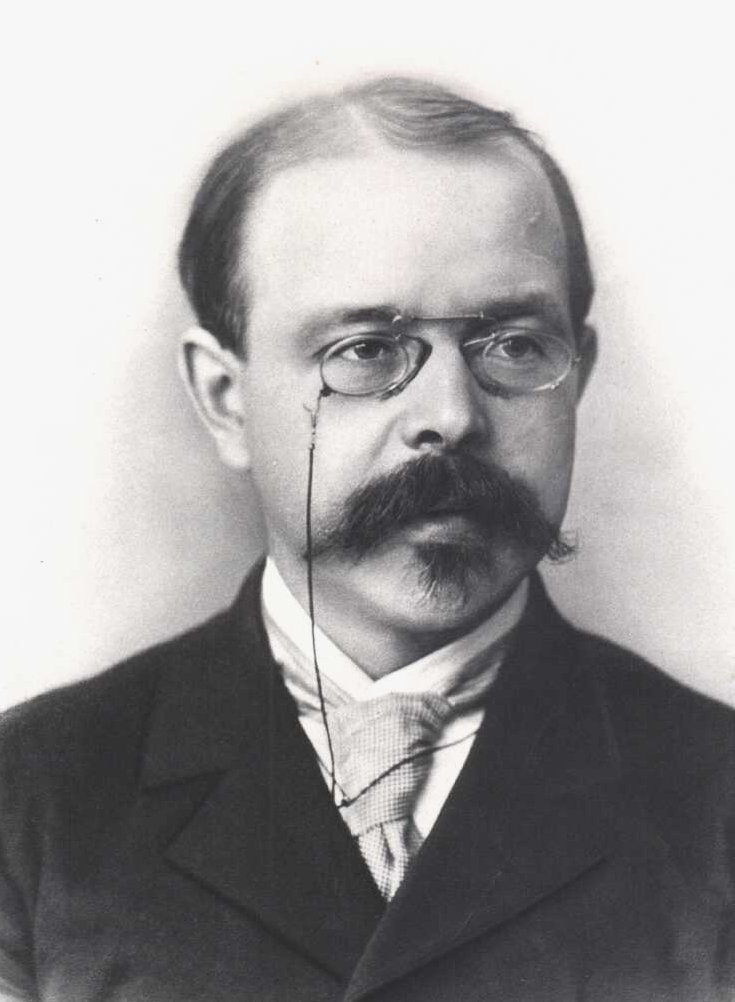
化学者ヴァルター・ネルンスト(1864-1941)誕生。熱力学第三法則を確立した。

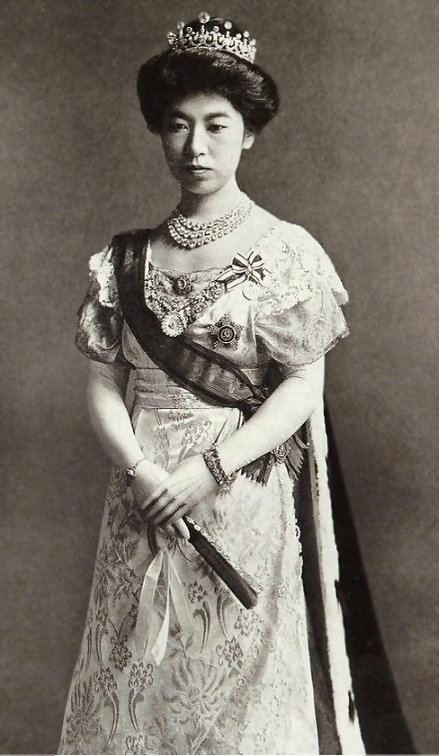
大正天皇の皇后、貞明皇后(1884-1951)誕生。

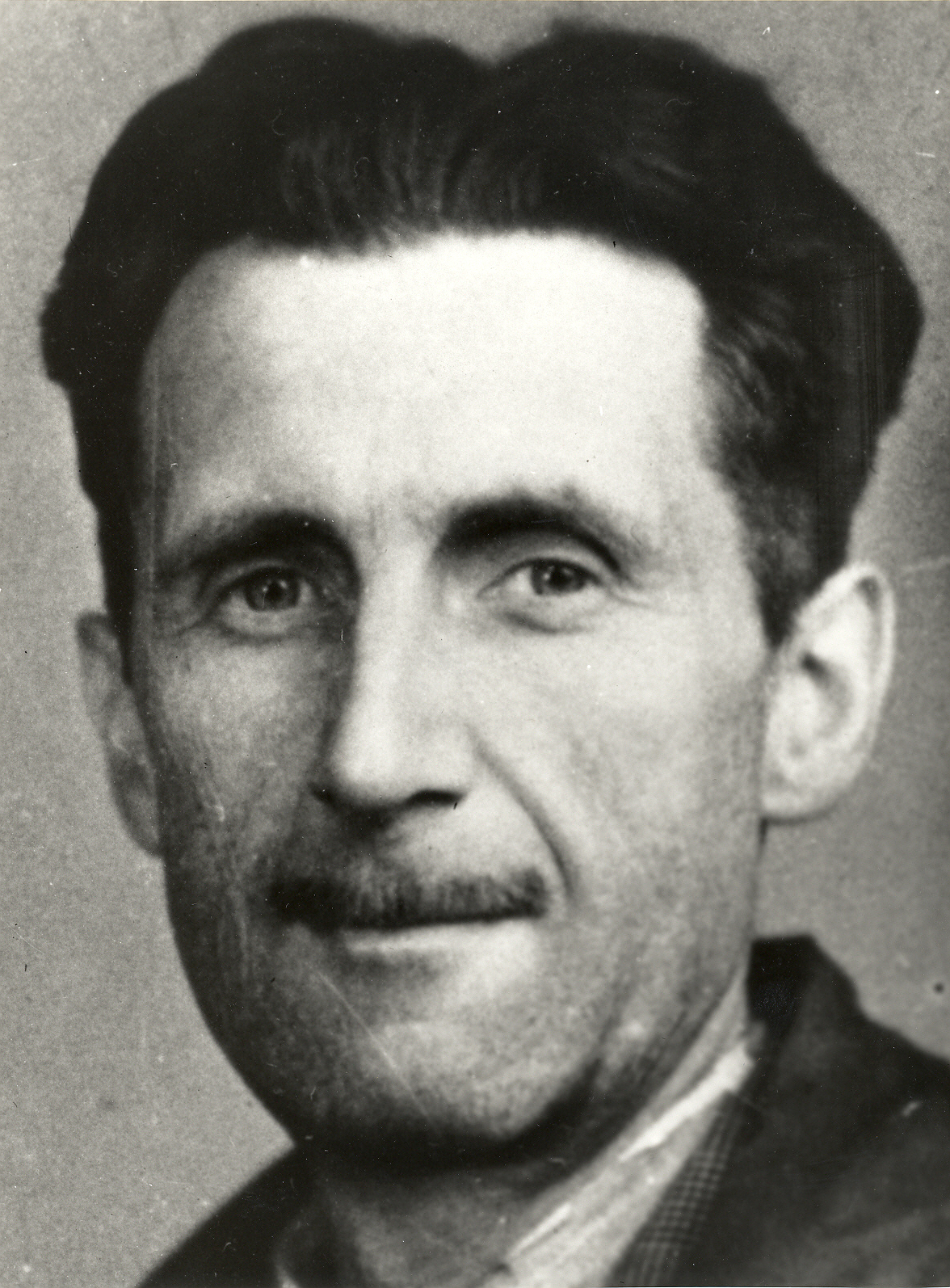
作家ジョージ・オーウェル(1903-1950)誕生。

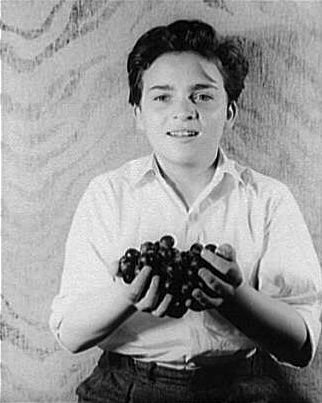
社会派の映画監督、シドニー・ルメット(1924-)誕生。

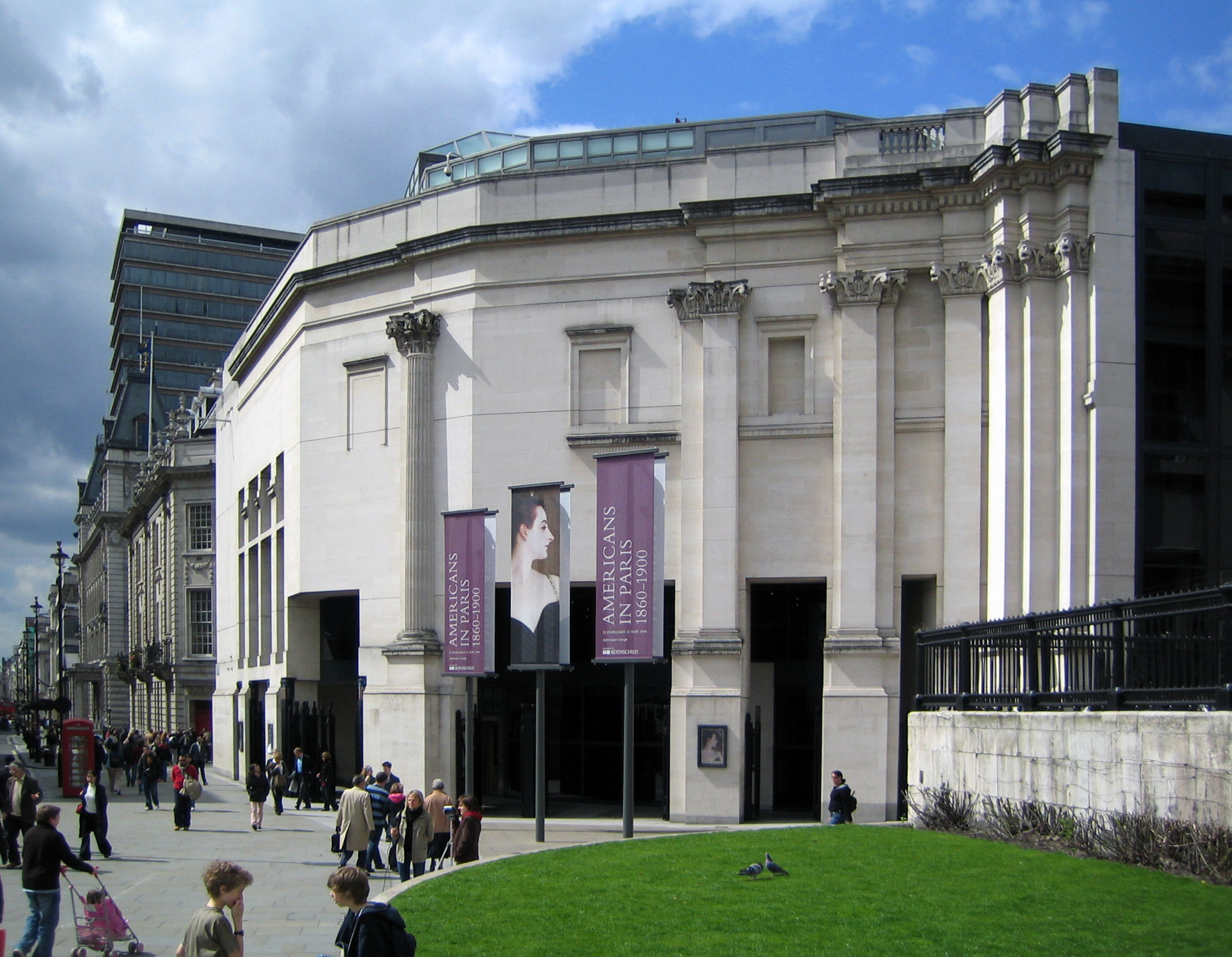
建築家ロバート・ヴェンチューリ(1925-)誕生。画像はナショナルギャラリーのセインズベリ棟。

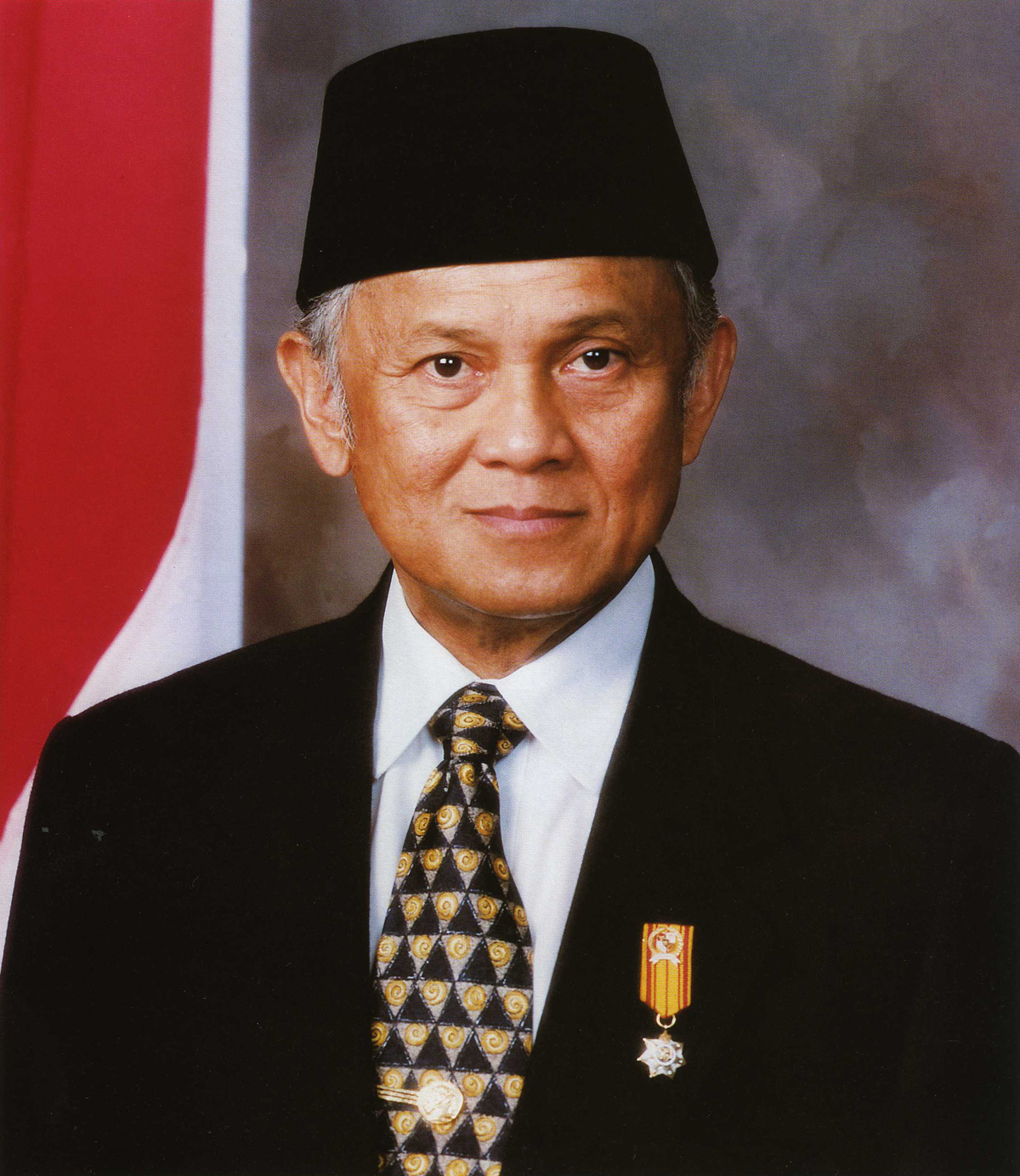
インドネシア第3代大統領、ユスフ・ハビビ(1936-)誕生。

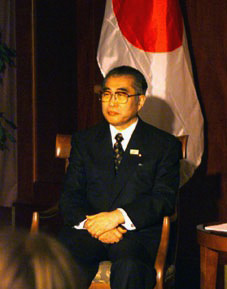
日本国第84代内閣総理大臣小渕恵三(1937-2000)誕生。

- 1560年 - フアン・サンチェス・コターン、画家（+ 1627年）
- 1612年 - ヤン・アルベルト・ヴァザ、枢機卿（+ 1634年）
- 1698年（元禄11年5月18日） - 松平宣維、第5代松江藩主（+ 1731年）
- 1718年（享保3年5月27日） - 伊達宗村、第6代仙台藩主（+ 1756年）
- 1755年 - ナターリア・アレクセーエヴナ、ロシア皇太子パーヴェルの妃（+ 1776年）
- 1814年 - ガブリエル・オーギュスト・ドブレ、地質学者（+ 1896年）
- 1852年 - アントニ・ガウディ、建築家（+ 1926年）
- 1860年 - ギュスターヴ・シャルパンティエ、作曲家（+ 1956年）
- 1864年 - ヴァルター・ネルンスト、化学者（+ 1941年）
- 1866年 - ラルフ・サムプソン、天文学者（+ 1939年）
- 1878年 - 有地藤三郎、海軍軍人、政治家、華族（+ 1964年）
- 1884年 - 貞明皇后、皇族、大正天皇の后（+ 1951年）
- 1887年 - カリンティ・フリジェシュ、作家、翻訳家、ジャーナリスト（+ 1938年）
- 1894年 - 武井武雄、童画家（+ 1983年）
- 1895年 - 鈴木東民、ジャーナリスト、労働運動家、政治家、元岩手県釜石市長（+ 1979年）
- 1896年 - 長崎惣之助、第3代日本国有鉄道総裁（+ 1962年）
- 1900年 - 山野忠彦、樹医（+ 1998年）
- 1900年 - ルイス・マウントバッテン、軍人（+ 1979年）
- 1900年 - 鈴木重吉、映画監督、脚本家（+ 1976年）
- 1902年 - 秩父宮雍仁親王、皇族、大正天皇の第二皇子（+ 1953年）
- 1903年 - ジョージ・オーウェル、作家（+ 1950年）
- 1905年 - ルーペルト・ヴィルト、天文学者（+ 1976年）
- 1905年 - 与田凖一、児童文学者、詩人（+ 1997年、戸籍上は8月2日生）
- 1907年 - ヨハネス・ハンス・イェンゼン、物理学者（+ 1973年）
- 1908年 - ウィラード・ヴァン・オーマン・クワイン、論理学者（+ 2000年）
- 1911年 - 杉浦幸雄、漫画家（+ 2004年）
- 1919年 - 丸谷金保、政治家、元北海道中川郡池田町長（+ 2014年）
- 1919年 - 中林仁良、丸物社長、近鉄百貨店取締役（+ 2007年）
- 1920年 - 津田清子、俳人（+ 2015年）
- 1921年 - 大橋智干、元プロ野球選手（+ 没年不詳）
- 1922年 - 鶴見俊輔、評論家、哲学者（+ 2015年）
- 1923年 - サム・フランシス、画家（+ 1994年）
- 1924年 - 獅子てんや、漫才師（獅子てんや・瀬戸わんや）（+ 2014年）
- 1924年 - シドニー・ルメット、映画監督（+ 2011年）
- 1924年 - 丹阿弥谷津子、女優
- 1925年 - 加藤芳郎、漫画家（+ 2006年）
- 1925年 - ロバート・ヴェンチューリ、建築家（+ 2018年）
- 1926年 - ブライアン・R・ウィルソン、社会学者（+ 2004年）
- 1929年 - エリック・カール、絵本作家（+ 2021年）
- 1929年 - ヘルムート・ザイブト、フィギュアスケート選手（+ 1992年）
- 1929年 - 入部久男、元プロ野球選手
- 1930年 - 早坂茂三、政治評論家（+ 2004年）
- 1931年 - 松原英多、医学博士・日本東洋医学界専門医（+ 2022年）
- 1932年 - 宇井純、環境学者・公害問題研究家（+ 2006年）
- 1933年 - ジェームズ・メレディス、公民権運動家
- 1934年 - 愛川欽也、俳優、司会者（+ 2015年）
- 1934年 - 矢頭高雄、元プロ野球選手（+ 2003年）
- 1935年 - 小川紳介、ドキュメンタリー映画監督（+ 1992年）
- 1936年 - ユスフ・ハビビ、政治家、第3代インドネシア大統領（+ 2019年）
- 1937年 - 小渕恵三、政治家、第84代内閣総理大臣（+ 2000年）
- 1940年 - 日根紘三、元プロ野球選手
- 1940年 - 継谷昌三、サッカー選手（+ 1978年）
- 1941年 - ドゥニ・アルカン、映画監督
- 1941年 - 山崎武昭、元プロ野球選手（+ 1995年）
- 1942年 - 水上千之、海洋法学者、広島大学名誉教授（+ 2007年）
- 1944年 - 羽根泰正、囲碁棋士
- 1945年 - カーリー・サイモン、シンガーソングライター
- 1945年 - 佐野勝稔、元プロ野球選手
- 1946年 - 新藤宗幸、政治学者　(+ 2022年)
- 1946年 - 頭師孝雄、俳優（+ 2005年）
- 1946年 - イアン・マクドナルド、ミュージシャン（キング・クリムゾン）（+ 2022年）
- 1947年 - 本宮ひろ志、漫画家
- 1947年 - 豊田周平、実業家
- 1947年 - 海野和男、昆虫写真家
- 1948年 - 沢田研二、歌手
- 1948年 - 高田文夫、放送作家
- 1948年 - 誠直也、俳優
- 1948年 - 荒川俊三、元プロ野球選手
- 1949年 - 山﨑直樹、芸能プロモーター、株式会社アップフロントグループ代表取締役会長
- 1949年 - 三平孝広、元プロ野球選手
- 1950年 - 工藤正司、政治家
- 1950年 - 菊谷秀吉、政治家、元北海道伊達市長
- 1951年 - 鈴木直、古生物研究者
- 1951年 - 中山俊之、元プロ野球選手
- 1952年 - 金子勝、経済学者
- 1953年 - 森川正太、俳優（+ 2020年）
- 1954年 - デヴィッド・ペイチ、ミュージシャン（TOTO)
- 1955年 - 石井邦彦、元プロ野球選手
- 1955年 - 金煥珍、プロボクサー
- 1955年 - 曽野恵子、演歌歌手
- 1956年 - 原田末記、元プロ野球選手
- 1957年 - 松居一代、女優
- 1957年 - 長田克史、元プロ野球選手
- 1957年 - 石井まゆみ、歌手
- 1957年 - 土手本勝次、元プロ野球選手
- 1958年 - 猿渡哲也、漫画家
- 1959年 - 大橋恵里子、元歌手、元女優
- 1960年 - 菊池幸見、アナウンサー
- 1961年 - リッキー・ジャーヴェイス、俳優
- 1963年 - 奥野敦士、歌手、ミュージシャン、俳優
- 1963年 - 西本ひろ子、元女優
- 1963年 - ジョージ・マイケル、歌手（+ 2016年）
- 1964年 - 猪俣隆、元プロ野球選手
- 1965年 - スタン・ザ・マン、キックボクサー
- 1965年 - 松井達徳、元プロ野球選手
- 1966年 - 佐野貴信、実業家
- 1966年 - 牛原千恵、元女優、元子役
- 1967年 - 松井みどり、アナウンサー
- 1968年 - 鈴木淳、俳優、司会者、牧師
- 1969年 - 本田泰人、元サッカー選手
- 1970年 - 各務立基、声優
- 1970年 - 立野千代里、柔道家
- 1970年 - ローペ・ラトヴァラ、ミュージシャン
- 1970年 - エルキ・ノール、十種競技選手
- 1971年 - DJ HASEBE、DJ
- 1971年 - クリス・ロバーツ、元プロ野球選手
- 1972年 - カルロス・デルガド、元プロ野球選手
- 1973年 - マルセロ・シルバ・ラモス、サッカー選手
- 1973年 - 中條誠子、NHKアナウンサー
- 1974年 - 岩見真利、お笑い芸人（チキチキジョニー）
- 1974年 - 井幡博康、サッカー指導者、元サッカー選手
- 1974年 - 矢口健一、元野球選手
- 1975年 - ウラジーミル・クラムニク、チェス選手
- 1976年 - 山田真由美、柔道家
- 1976年 - リュー・チェン、マジシャン
- 1977年 - MEGWIN、Youtuber、実業家
- 1977年 - 藤田正則、俳優
- 1978年 - 好川菜々、プロボクサー
- 1979年 - 松本圭介、浄土真宗本願寺派僧侶
- 1979年 - 後藤洋央紀、プロレスラー
- 1979年 - 澤井道久、元プロ野球選手
- 1979年 - シルヴァナ・ティリンツォーニ、カーリング選手
- 1980年 - 竹内のぞみ、タレント
- 1980年 - 三遊亭小笑、落語家
- 1981年 - シモン・アマン、スキージャンプ選手
- 1982年 - ミハイル・ユージニー、テニス選手
- 1984年 - 蟹沢可名、フードファイター、グラビアアイドル
- 1984年 - 米元響子、バイオリン奏者
- 1984年 - 高井雄平、元プロ野球選手
- 1984年 - 渡邊絢子、元バレーボール選手
- 1984年 - ローレン・ブッシュ、モデル
- 1985年 - 三浦マキ、アナウンサー、コラムニスト
- 1986年 - 松浦亜弥、歌手、元アイドル
- 1987年 - 藤ヶ谷太輔、歌手、俳優、タレント（Kis-My-Ft2）
- 1987年 - なもり、漫画家、イラストレーター
- 1987年 - 清原翔平、サッカー選手
- 1987年 - 岸本早未、元歌手
- 1987年 - 大道広幸、元サッカー選手
- 1987年 - アリッサ・シズニー、元フィギュアスケート選手
- 1987年 - 伊藤隆大、俳優、声優（+ 2009年）
- 1988年 - 齊藤夢愛、タレント、元グラビアアイドル
- 1988年 - 守岡未央、トランペット奏者
- 1988年 - YOH、プロレスラー
- 1988年 - 三村翔子、元AV女優、元クラビアアイドル
- 1989年 - ジャンボたかお、お笑いタレント（レインボー）
- 1990年 - 杏菜、モデル
- 1990年 - 佐藤衣里子、タレント、グラビアアイドル、レースクイーン
- 1990年 - 花乃由布莉、タレント
- 1991年 - 平塚由佳、タレント、グラビアアイドル
- 1991年 - 白井ゆかり、気象キャスター
- 1991年 - 飯塚翔太、陸上競技選手
- 1991年 - 浜尾京介、元俳優
- 1992年 - 石橋菜津美、女優
- 1992年 - 田森美咲、元タレント
- 1992年 - ケルシー・ロビンソン、バレーボール選手
- 1993年 - 小林美鈴、タレント、ラジオパーソナリティ
- 1993年 - 渡大生、サッカー選手
- 1994年 - 麻倉もも、声優
- 1994年 - 山地まり、元クラビアアイドル、元タレント
- 1994年 - 高良一輝、元プロ野球選手
- 1996年 - 田中菜々、グラビアアイドル
- 1997年 - アロンソ・テンヤ、元野球選手
- 1998年 - 村上頌樹、プロ野球選手
- 1998年 - 藤江萌、タレント
- 1999年 - 水映、女優（元ukka）
- 1999年 - 小島健、アイドル（Aぇ! group）
- 1999年 - 櫻井周斗、プロ野球選手
- 1999年 - 青木珠菜、元女優
- 2000年 - 中三川歳輝、俳優
- 2000年 - 黒木ひかり、タレント
- 2000年 - 柿木蓮[7]、元プロ野球選手
- 2001年 - 平手友梨奈、女優（元欅坂46）
- 2001年 - 鎌房祐衣、アイドル（透色ドロップ）
- 2001年 - 草野直哉、大相撲力士
- 2002年 - ベンソン・ブーン、シンガーソングライター
- 2003年 - 花田侑樹、プロ野球選手
- 2006年 - 田中陽翔、プロ野球選手
- 2007年 - 向井怜衣、タレント、女優
- 生年不詳 - 甲本一、漫画家
- 生年不詳 - 七重八重、女優、元宝塚歌劇団（+ 2014年）

## 忌日

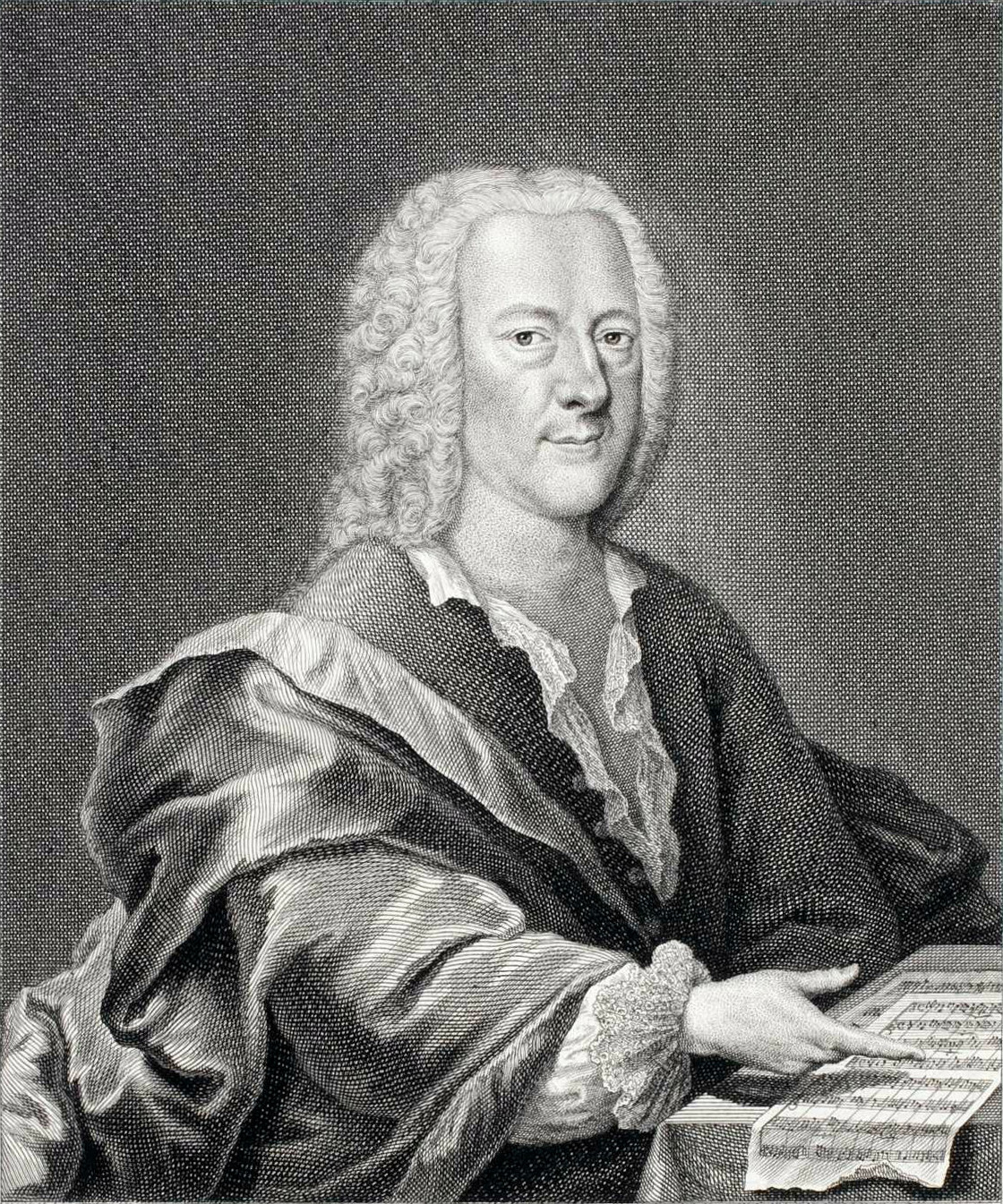
バロック期の作曲家ゲオルク・フィリップ・テレマン(1681-1767)没。

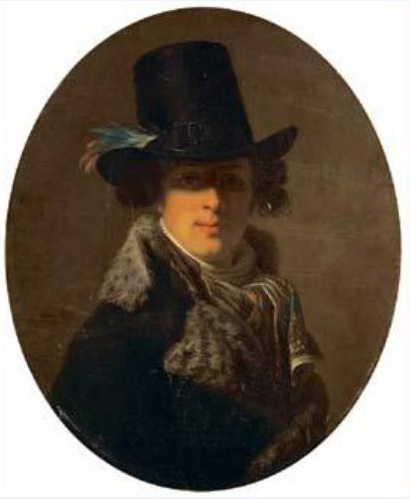
ジロンド派の政治家シャルル・バルバルー(1767-1794)刑死。

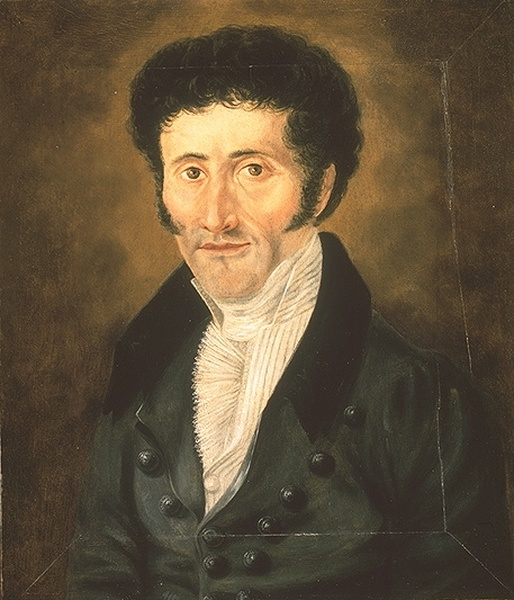
作家、芸術家E.T.A.ホフマン(1776-1822)没。画像は自画像。

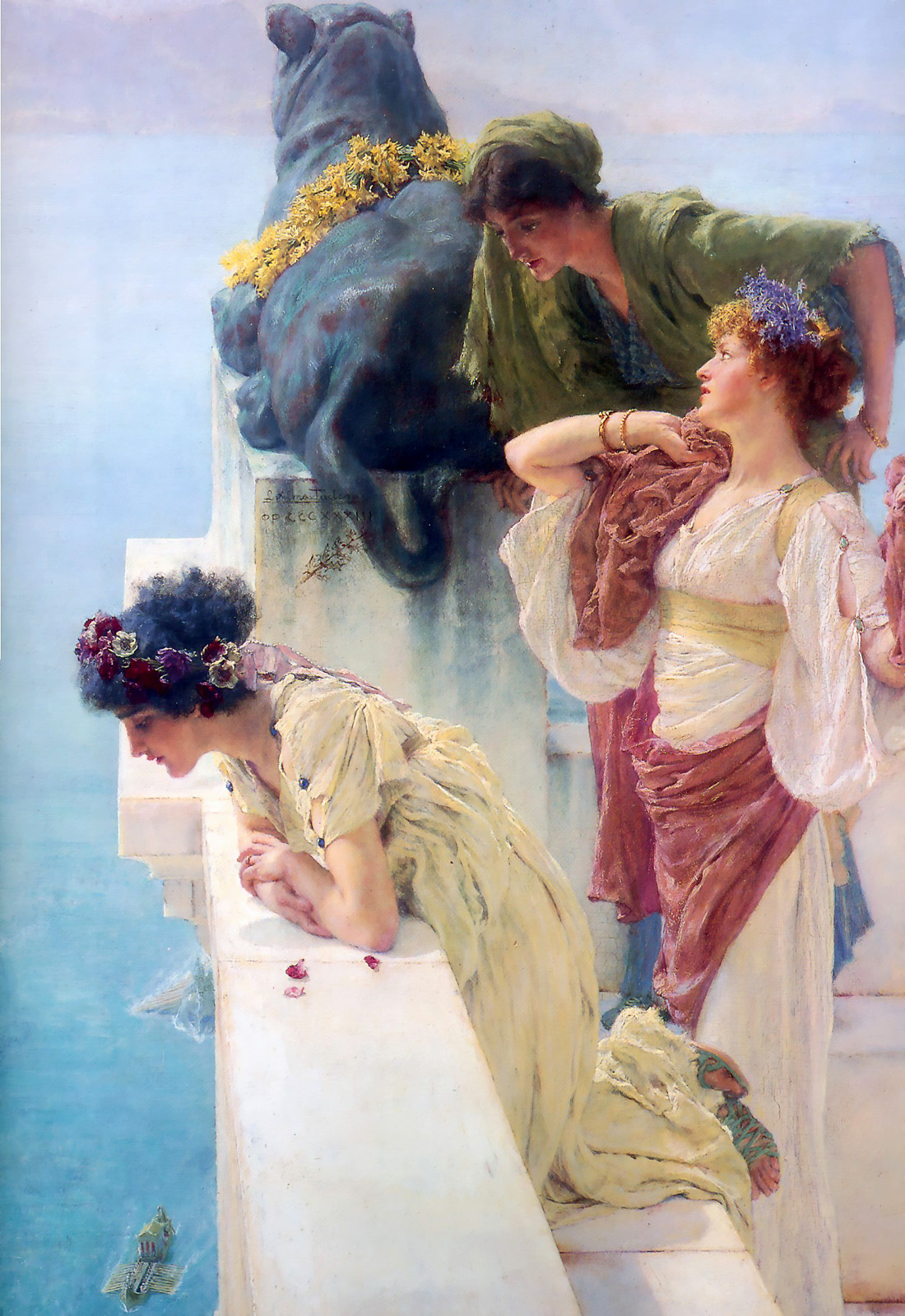
画家ローレンス・アルマ＝タデマ(1836-1912)没。画像は『見晴らしのよい場所』(1895)

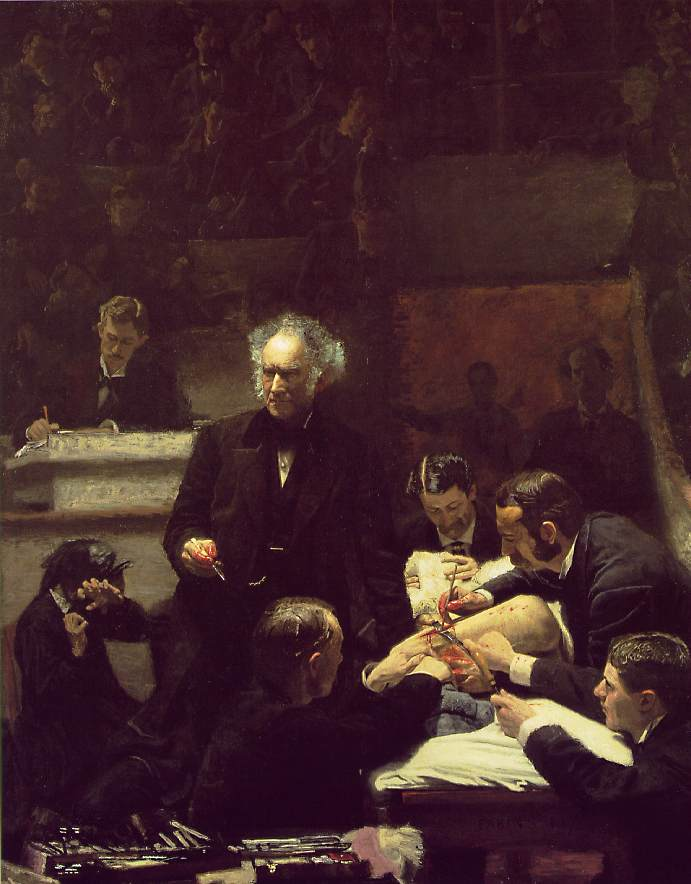
画家トマス・エイキンズ(1844-1916)没。画像は『グロス・クリニック』(1875)

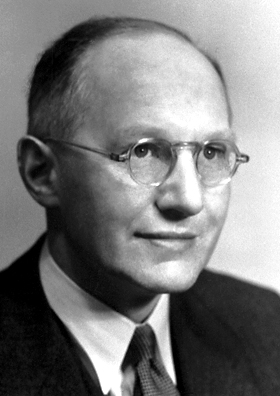
物理学者アーネスト・ウォルトン(1903-1995)没。人類初の原子核変換を実現させた。

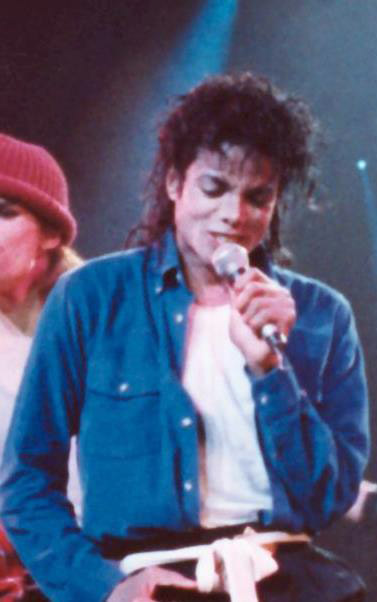
ミュージシャン・歌手・ダンサー、マイケル・ジャクソン(1958-2009)急死。

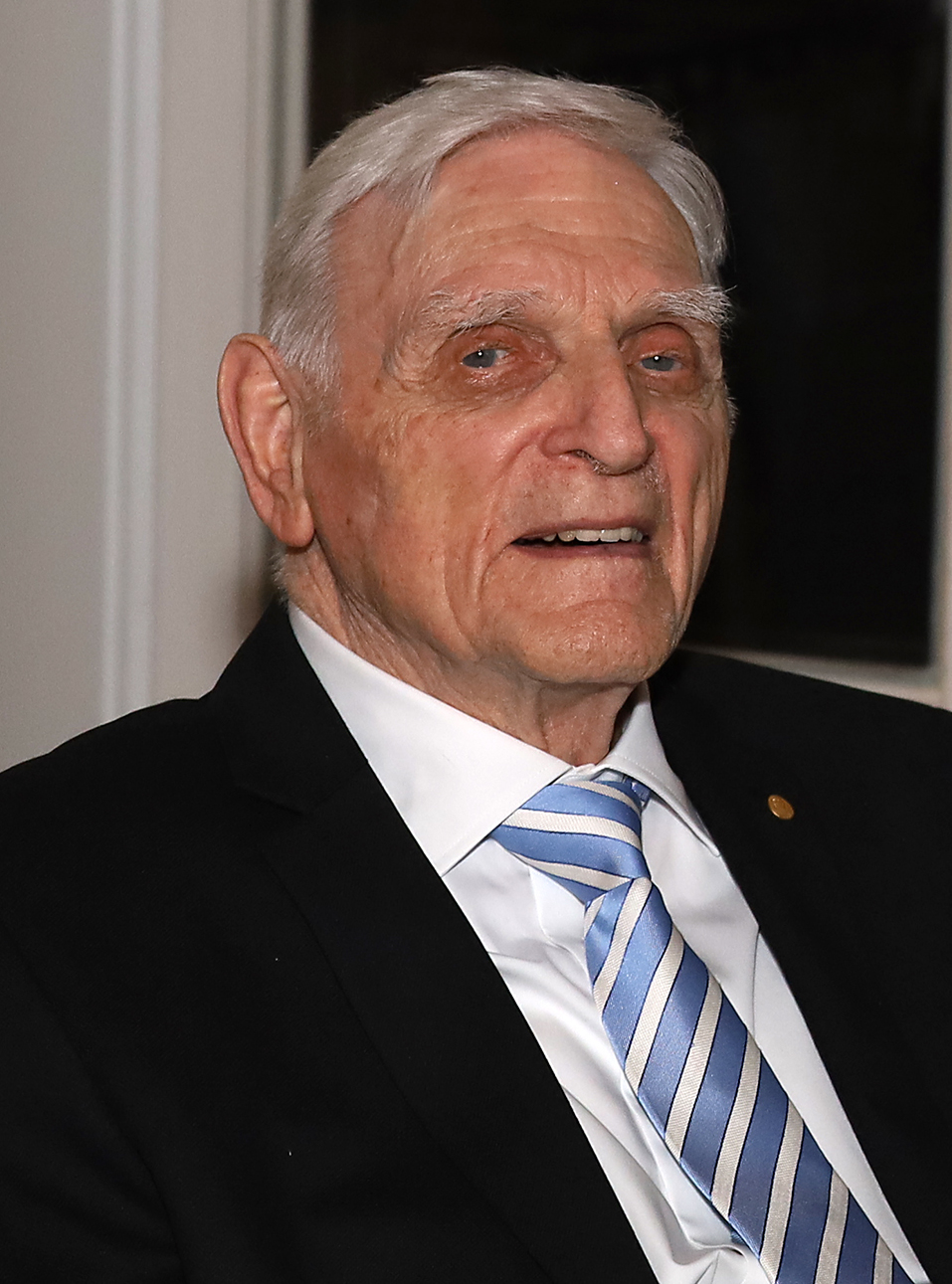
物理学者ジョン・グッドイナフ(1922-2023)没。リチウムイオン二次電池開発の功績により、スタンリー・ウィッティンガム、吉野彰と共にノーベル化学賞を受賞した。

- 635年（貞観9年5月6日） - 李淵、唐の初代皇帝（* 566年）
- 1332年（元弘2年/正慶元年6月2日） - 日野資朝、公卿（* 1290年）
- 1533年 - メアリー・テューダー、フランス王ルイ12世の妃（* 1496年）
- 1579年（天正7年6月2日）- 波多野秀治、武将（* 生年不詳）
- 1618年（元和4年5月3日） - 雲谷等顔、画家（* 1547年）
- 1671年 - ジョヴァンニ・バッティスタ・リッチョーリ、天文学者（* 1598年）
- 1767年 - ゲオルク・フィリップ・テレマン、作曲家（* 1681年）
- 1794年 - シャルル・バルバルー、フランス革命期の政治家（* 1767年）
- 1799年（寛政11年5月22日） - 麻田剛立、天文学者（* 1734年）
- 1822年（文政5年5月7日） - 亜欧堂田善、銅版画家（* 1748年）
- 1822年 - エルンスト・ホフマン、小説家（* 1776年）
- 1830年 - エフライム・マクドウェル、産婦人科医（* 1771年）
- 1835年 - アントワーヌ＝ジャン・グロ、画家（* 1771年）
- 1842年 - ジャン＝シャルル＝レオナール・シモンド・ド・シスモンディ、経済学者（* 1773年）
- 1861年 - アブデュルメジト1世、オスマン帝国第31代スルタン（* 1823年）
- 1864年 - ヴィルヘルム1世、第2代ヴュルテンベルク王（* 1781年）
- 1868年 - カルロ・マテウッチ、物理学者（* 1811年）
- 1875年 - アントワーヌ＝ルイ・バリー、彫刻家（* 1795年）
- 1876年 - ジョージ・アームストロング・カスター、軍人（* 1839年）
- 1879年 - ウィリアム・フォザーギル・クック（英語版）、発明家、クック・ホイートストン式電信機共同発明者、エレクトリック・テレグラフ・カンパニー設立者（* 1806年）
- 1884年 - ハンス・ロット、作曲家（* 1858年）
- 1894年 - マリー・フランソワ・サディ・カルノー、政治家、第5代フランス第三共和政大統領（* 1837年）
- 1898年 - フェルディナント・コーン、植物学者、細菌学者、医師（* 1828年）
- 1906年 - スタンフォード・ホワイト、建築家（* 1853年）
- 1910年 - メアリー・キダー、宣教師、フェリス女学院創立者（* 1834年）
- 1910年 - ヒューゴ・エルトマン、化学者（* 1862年）
- 1912年 - ローレンス・アルマ＝タデマ、画家（* 1836年）
- 1913年 - 沢辺琢磨、日本ハリストス正教会の司祭（* 1834年）
- 1916年 - トマス・エイキンズ、画家（* 1844年）
- 1918年 - ジェイク・ベックリー、プロ野球選手（* 1867年）
- 1919年 - 今井信郎、京都見廻組（* 1841年）
- 1923年 - マックス・エルンスト・マイヤー、法学者（* 1875年）
- 1933年 - ジョヴァンニ・ジャコメッティ、画家（* 1868年）
- 1935年 - 竹内勝太郎、詩人（* 1894年）
- 1938年 - ニコライ・トルベツコイ、言語学者（* 1890年）
- 1945年 - 横河民輔、実業家、建築家、横河グループ創業者（* 1864年）
- 1950年 - 5代目柳亭燕路、落語家（* 1886年）
- 1953年 - 山村兵衛、軍人（* 1890年）
- 1956年 - アーネスト・キング、アメリカ海軍の元帥（* 1878年）
- 1956年 - 宮城道雄、箏曲家（* 1894年）
- 1960年 - ウォルター・バーデ、天文学者（* 1893年）
- 1965年 - ベルティル・リンドブラッド、天文学者（* 1895年）
- 1976年 - 高橋信次、宗教家（* 1927年）
- 1977年 - セルヴァーンスキ・エンドレ、作曲家（* 1911年）
- 1980年 - 井上佳明、元プロ野球選手（* 1932年）
- 1982年 - 青木一男、政治家（* 1889年）
- 1983年 - アルベルト・ヒナステラ、作曲家（* 1916年）
- 1984年 - ミシェル・フーコー、哲学者（* 1926年）
- 1988年 - ヒレル・スロヴァク、ギタリスト（レッド・ホット・チリ・ペッパーズ）（* 1962年）
- 1989年 - 尾上松緑 (2代目)、歌舞伎役者（* 1913年）
- 1990年 - おのちゅうこう、児童文学作家、詩人（* 1908年）
- 1992年 - ジェームス・スターリング、建築家（* 1924年）
- 1993年 - 市川好郎、俳優（* 1948年）
- 1995年 - アーネスト・ウォルトン、物理学者（* 1903年）
- 1997年 - ジャック＝イヴ・クストー、海洋学者、レギュレータ（アクアラング）発明者（* 1910年）
- 1998年 - 高木俊朗、ノンフィクション作家（* 1908年）
- 1999年 - 池見酉次郎、精神医学者、九州大学名誉教授（* 1915年）
- 1999年 - 衆樹資宏、元プロ野球選手（* 1934年）
- 2002年 - 溝畑茂、数学者、京都大学名誉教授（* 1924年）
- 2002年 - 日向あき子、美術評論家（* 1930年）
- 2003年 - 八代駿、俳優、声優（* 1933年）
- 2004年 - キャロル・ケネディ、フィギュアスケート選手（* 1932年）
- 2005年 - ジョン・フィードラー、俳優、声優（* 1925年）
- 2005年 - 長新太、絵本作家（* 1927年）
- 2007年 - 河西俊雄、元プロ野球選手、スカウト（* 1920年）
- 2007年 - 谷幹一、俳優、コメディアン（* 1932年）
- 2008年 - 中村尚夫、実業家、クラレ元社長（* 1923年）
- 2008年 - ライアル・ワトソン、生命科学者（* 1939年）
- 2009年 - スカイ・サクソン、ロックンロールミュージシャン（* 1937年）
- 2009年 - ファラ・フォーセット、女優（* 1947年）
- 2009年 - マイケル・ジャクソン、ミュージシャン、歌手、ダンサー（* 1958年）
- 2009年 - ジナイダ・スタルスカヤ、自転車競技選手（*1971年）
- 2012年 - 團藤重光、法学者、元最高裁判所裁判官（* 1913年）
- 2013年 - ラウ・カーリョン、俳優、映画監督（* 1934年）
- 2013年 - 秋山忠右、写真家（* 1941年）
- 2014年 - 下鶴大輔、火山学者、東京大学名誉教授（* 1924年）
- 2014年 - 那須翔、実業家、元東京電力社長（* 1924年）
- 2014年 - アナ・マリア・マトゥテ、作家（* 1925年）
- 2014年 - 小川文明、ミュージシャン（* 1960年）
- 2015年 - パトリック・マクニー、俳優（* 1922年）
- 2015年 - 高田孝治、実業家、元読売テレビ放送社長（* 1940年）
- 2016年 - 藤森昭一、内閣官房副長官、昭和天皇崩御時の宮内庁長官、日本赤十字社社長（* 1926年）
- 2017年 - 西原道雄、法学者、弁護士、神戸大学名誉教授（* 1929年）
- 2017年 - アラン・サンドランス、シェフ（* 1939年）
- 2018年 - 長野祐也、政治家（* 1939年）
- 2018年 - 柏原正之、政治家、元兵庫県加西市長（* 1942年）
- 2019年 - イザベル・サルリ、モデル、女優（* 1929年）
- 2019年 - トニー・バローネ、バスケットボール指導者（* 1946年）
- 2020年 - レスター・グリンスプーン、医学者、精神科医（* 1928年）
- 2020年 - 石川不二子、歌人（* 1933年）
- 2020年 - 仲野幹男、実業家、元三和シヤッター工業社長（* 1945年）
- 2021年 - 栃折久美子、装幀家、製本工芸家、随筆家（* 1928年）
- 2021年 - ウエス・マディコ、ミュージシャン（* 1964年）
- 2022年 - 永原功、実業家、元北陸電力社長（* 1948年）
- 2023年 - ジョン・グッドイナフ、固体物理学者、グッドイナフ-金森則共同発見者、ノーベル化学賞受賞者（* 1922年）
- 2023年 - 木村守男、政治家、元青森県知事（* 1938年）
- 2023年 - 山崎正、アナウンサー（* 1944年）
- 2024年 - 岡部三郎、官僚、政治家、第64代北海道開発庁長官、第33代沖縄開発庁長官（* 1926年）
- 2024年 - ビル・コッブス、俳優（* 1934年）
- 2024年 - シカ・アノアイ、プロレスラー（* 1945年）
- 2025年 - 松崎昭雄、実業家、森永製菓社長・会長（* 1933年）
- 2025年 - 村川千秋、指揮者（* 1933年）
- 2025年 - 蔡瀾、作家、美食家、司会者、映画プロデューサー（* 1941年）
- 2025年 - 森下仁之、サッカー選手、指導者（* 1967年）
- 2025年 - 青笹寛史、実業家（* 1996年）

## 記念日・年中行事

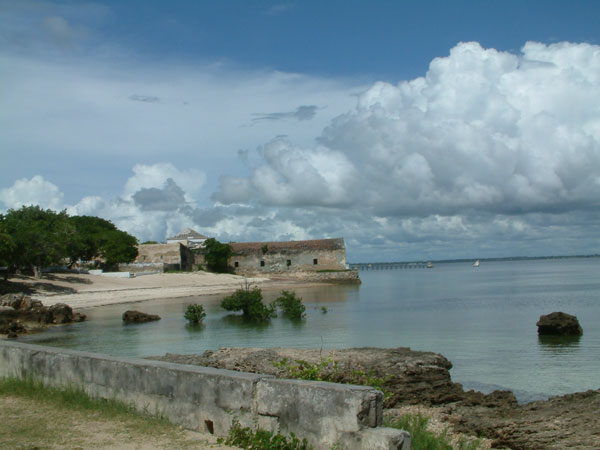
モザンビークの独立記念日。画像はモザンビーク島

- 独立記念日（ モザンビーク）
1975年のこの日、モザンビークがポルトガルから独立したことを記念。
- 国家の日（英語版）（ クロアチア）
- 国家の日（英語版）（ スロベニア）
1991年のこの日にクロアチアとスロベニアがユーゴスラビアからの独立を宣言したことを記念。
- 祖国解放記念日（ 朝鮮民主主義人民共和国）
- 全国土地の日（ 中華人民共和国)
1991年5月24日、中華人民共和国国務院の第83回常務会で、毎年この日を「全国土地の日」とすることを決定。 当日は中国各地で「中華人民共和国土地管理法」の広報活動や耕作地の保護・保護活動が行われる[8]。
- 住宅デー（ 日本）
全国建設労働組合総連合が1978年に制定。日付は、スペインの建築家アントニオ・ガウディの誕生日にちなむ[9]。
- 救癩の日（ 日本、1931年 - 1963年）
癩病（ハンセン病）の予防と患者の救済に深い関心をよせていた大正天皇の后・貞明皇后の誕生日を記念。1964年からは、6月25日を含む1週間の「ハンセン病を正しく理解する週間」に移行した[10]。
- 指定自動車教習所の日（ 日本）
全日本指定自動車教習所協会連合会が制定。1960年のこの日、道路交通法改正により指定自動車教習所制度が始まったことを記念[11]。
- 天覧試合の日（ 日本）
1959年のこの日、初のプロ野球の天覧試合が行われたことを記念[12]。
- 浜木綿忌（ 日本）
作曲家・宮城道雄の忌日。「浜木綿忌」の名前は遺作の歌曲「浜木綿」にちなむ。
- サザンの日（ 日本）
1978年のこの日、 サザンオールスターズがシングル「勝手にシンドバッド」でメジャーデビューしたことに由来する。
- 生酒の日（ 日本）
従来、蔵元でしか味わえなかった生酒が、月桂冠の超精密濾過技術の応用で常温流通出来るようになった。その歴史を伝え、多くの人に生酒の魅力を知ってもらうことが目的。日付は1984年の同日に本格的な生酒が販売されたことから[13]。